# Trofeo Jacinto
Il Trofeo Jacinto è stato un torneo ufficiale istituito nel 1988 in memoria del primo presidente del Comitato Interregionale Filippo Jacinto, e veniva disputato dalle squadre vincitrici dei gironi del Campionato Interregionale.
Precursore dello Scudetto Dilettanti, dal quale venne sostituito nel 1992-93 in occasione dell'istituzione del nuovo Campionato Nazionale Dilettanti, decretava la squadra campione d'Italia interregionale. La Lega Nazionale Dilettanti (LND), tuttavia, non riconosce il Trofeo Jacinto come uno scudetto di categoria, bensì come un titolo alternativo.
In seguito, dal 1999 al 2004 la LND ha temporaneamente utilizzato la denominazione Trofeo Filippo Jacinto per indicare il Torneo Nazionale Giovanile, nato nel 1981 come Torneo delle Speranze, che si disputa tra le rappresentative dei diversi gironi della Serie D.

## Albo d'oro
| Stagione | Data      | Luogo           | Vincitrice | Finalista            | Risultato |
| -------- | --------- | --------------- | ---------- | -------------------- | --------- |
| 1987-88  | 26-6-1988 | Senigallia (AN) | Trani      | Poggibonsi           | 2-1       |
| 1988-89  | 25-6-1989 | Lumezzane (BS)  | Valdagno   | Acireale             | 4-1       |
| 1989-90  | 30-6-1990 | Tortora (CS)    | Enna       | Viareggio            | 1-0       |
| 1990-91  | 23-6-1991 | Bovalino (RC)   | Matera     | Aosta                | 1-0       |
| 1991-92  | 14-6-1992 | Lavello (PZ)    | Oltrepò    | Agrigento Hinterland | 3-2       |